# حزب آزادی اتریش
حزب آزادی اتریش (Freiheitliche Partei Österreichs) حزبی سیاسی راست‌گرای پوپولیست در اتریش است. از نظر سیاسی حزب پان ژرمن و در اردوگاه ناسیونال-لیبرال قرار دارد.
حزب در سال ۱۹۵۶ ایجاد شد.
رهبر حزب هاینتس-کریستیان اشتراخه (Heinz-Christian Strache) است. شاخه جوانان حزب Ring Freiheitlicher Jugend Österreich است.
در انتخابات مجلس ۲۰۰۲ حزب ۴۹۱ ۳۲۸ رای (۱۰٫۱٪، ۱۸ کرسی) دریافت کرد.
حزب ۴ کرسی در مجلس اروپا دارد.
در انتخابات ریاست جمهوری ۲۰۱۶، عضو حزب نوربرت هوفر با کسب ۳۵٫۱٪ آرا در دور اول اول شد و در دور دوم رقابت کرد. این بهترین نتیجهٔ حزب در تاریخ خود بوده‌است. در دور دوم توانست فقط ۱۱٫۲٪ کسب کند. در نهایت نتوانست به عنوان رئیس جمهور فعالیت خود را آغاز کند.